# Гнойница
Гнойница — древнерусский город, упоминающийся в Ипатьевской летописи под 1152 годом среди городов Погорынья на порубежье Волынского и Киевского княжеств. Летопись повествует о неудачной попытке киевского князя Изяслава Мстиславича завладеть городами Бужск, Шумск, Тихомль, Выгошев и Гнойница. Позже Гнойница стала одним из городов выделившейся Болоховской земли. Её упадок по-видимому связан с монгольским нашествием на Русь.

## Городище
Изначально Гнойница отождествлялась с селом Полесское Изяславского района Хмельницкой области, которое до 1966 года называлось Большой Гнойницей. Однако поскольку там не было обнаружено археологических памятников, исследования продолжились близ соседнего села Дибровка (до 1966 года — Малая Гнойница). Исследованиями Павла Раппопорта, Михаила Кучеры и Василия Якубовского между Дибровкой и Михновом в лесном урочище Городисько (также Грабина) на правом берегу Горыни было локализовано городище летописной Гнойницы, известное ещё с XIX века.
Как показывают находки, городище датируется XII—XIII веками, хотя наиболее ранние укрепления Кучера датировал ещё железным веком. Город представлял собой крупное укрепление эллипсовидной формы, состоявшее из двух частей: небольшого детинца и примыкавшего к нему с востока более крупного окольного города общей площадью от 1,5 до 3 га. Размеры детинца составляли 38х28 м, окольного города — 95х95 м. Первый был укреплён восьмиметровым валом, второй — трёхметровым валом и рвом. С северо-западной стороны детинец был защищён вторым и третьим валом, причём последний окружал не только детинец, но и окольный город. Общая площадь городища, включая внешний вал, составляет 6 га. Территория городища сегодня покрыта лесом. К укреплённому центру с запада примыкает неукреплённое селище площадью 15 га. Вокруг города выявлено также множество курганных могильников.